# Síndrome da lise tumoral
Na medicina (oncologia e hematologia) a síndrome da lise tumoral (SLT) é um grupo de complicações metabólicas que podem ocorrer após o tratamento de um câncer, geralmente linfomas e leucemias, e às vezes até mesmo sem um tratamento prévio. Estas complicações são causadas pelos produtos da destruição das células cancerígenas que morrem com o tratamento e incluem hipercaliemia, hiperfosfatemia e hiperuricemia, hipocalcemia e consequentemente nefropatia aguda por ácido úrico e insuficiência renal aguda.

## Causa e fatores de risco
Os tumores mais comumente associados com esta síndrome são linfomas pobremente diferenciados, como o linfoma de Burkitt, e leucemias, como a leucemia linfoblástica aguda (LLA) e a leucemia mielóide aguda (LMA). Outros cânceres (como o melanoma) também têm sido associados com a SLT mas são menos comuns.
Geralmente o regime medicamentoso que precipita a síndrome inclui quimioterapia, mas os pacientes com linfoma e LLA podem ser afetados com tratamento com esteróides isolado e às vezes até mesmo sem nenhum tratamento a síndrome pode existir, sendo conhecida como "síndrome da lise tumoral espontânea".

## Sintomas e patogênese
Hipercaliemia. O potássio é um íon predominantemente intracelular. O turnover alto das células tumorais leva ao extravasamento de potássio para o sangue. Os sintomas geralmente não se manifestam até que os níveis estejam altos (> 7 mmol/dL) [normal 3.5-5.0 mmol/dL] e eles incluem:
- Anormalidades na condução cardíaca (podem ser fatais)
- Fraqueza muscular severa ou paralisia

Hiperfosfatemia. Como o potássio, os fosfatos são predominantemente intracelulares. A hiperfosfatemia causa uma insuficiência renal aguda na síndrome da lise tumoral devido à deposição de cristais de fosfato de cálcio no parênquima renal.
Hipocalcemia. Devido à hiperfosfatemia, o cálcio é precipitado na forma de fosfato de cálcio, gerando hipocalcemia. Os sintomas da hipocalcemia incluem (mas não estão limitados a):
- tetania
- convulsões
- retardo mental / demência
- transtornos de movimentos parkinsonianos (extrapiramidais)
- papiledema
- instabilidade emocional / agitação / ansiedade
- miopatia

Hiperuricemia e Hiperuricosúria. A nefropatia aguda por ácido úrico devido à hiperuricosúria tem sido uma causa dominante de insuficiência renal aguda, mas com o advento de tratamento efetivos para a hiperuricosúria, ela tem se tornado uma causa menos comum que a hiperfosfatemia. Duas condições comuns relacionadas com o excesso de ácido úrico, a gota e a nefrolitíase por ácido úrico, não são características da síndrome da lise tumoral.
Síndrome da lise tumoral espontânea antes do tratamento. Esta entidade está associada com a insuficiência renal aguda devido à nefropatia por ácido úrico antes da instituição da quimioterapia e está intimamente associada com linfomas e leucemias. A importante distinção entre esta síndrome e a síndrome pós-quimioterapia é que a síndrome da lise tumoral espontânea não está associada com hiperfosfatemia.

## Prevenção
Pacientes que irão receber quimioterapia para um câncer com alta taxa de turn-over celular, especialmente linfomas e leucemias, devem receber profilaticamente alopurinol por IV ou oral, assim como hidratação IV adequada para manter um débito urinário alto (>2,5 L/dia).
O medicamento rasburicase (Uricase) é uma alternativa ao alopurinol e é reservado para pacientes com alto risco de desenvolver SLT. Este medicamento é um enzima sintética que atua degradando o ácido úrico.
A alcalinização da urina com acetazolamida ou bicarbonato de sódio é controversa.